# Ordine dello Stemma nazionale
L'Ordine dello Stemma nazionale è un ordine cavalleresco estone.

## Storia
L'ordine è stato fondato il 7 ottobre 1936 ed è conferito solo ai cittadini estoni, come decorazione di alta classe per i servizi resi allo Stato.

## Classi
L'ordine dispone delle seguenti di benemerenza:
- Collare
- Cavaliere di I classe
- Cavaliere di II classe
- Cavaliere di III classe
- Cavaliere di IV classe
- Cavaliere di V classe

| Nastri                 |                        |                         |
| Cavaliere di V classe  | Cavaliere di IV classe | Cavaliere di III classe |
| Cavaliere di II classe | Cavaliere di I classe  | Collare                 |

## Insegne
- Il "nastro" è completamente blu.